# St Alfege (Greenwich)

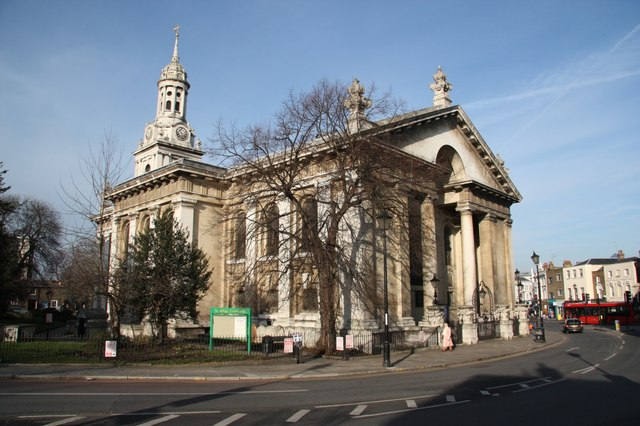
St Alfege’s, Greenwich

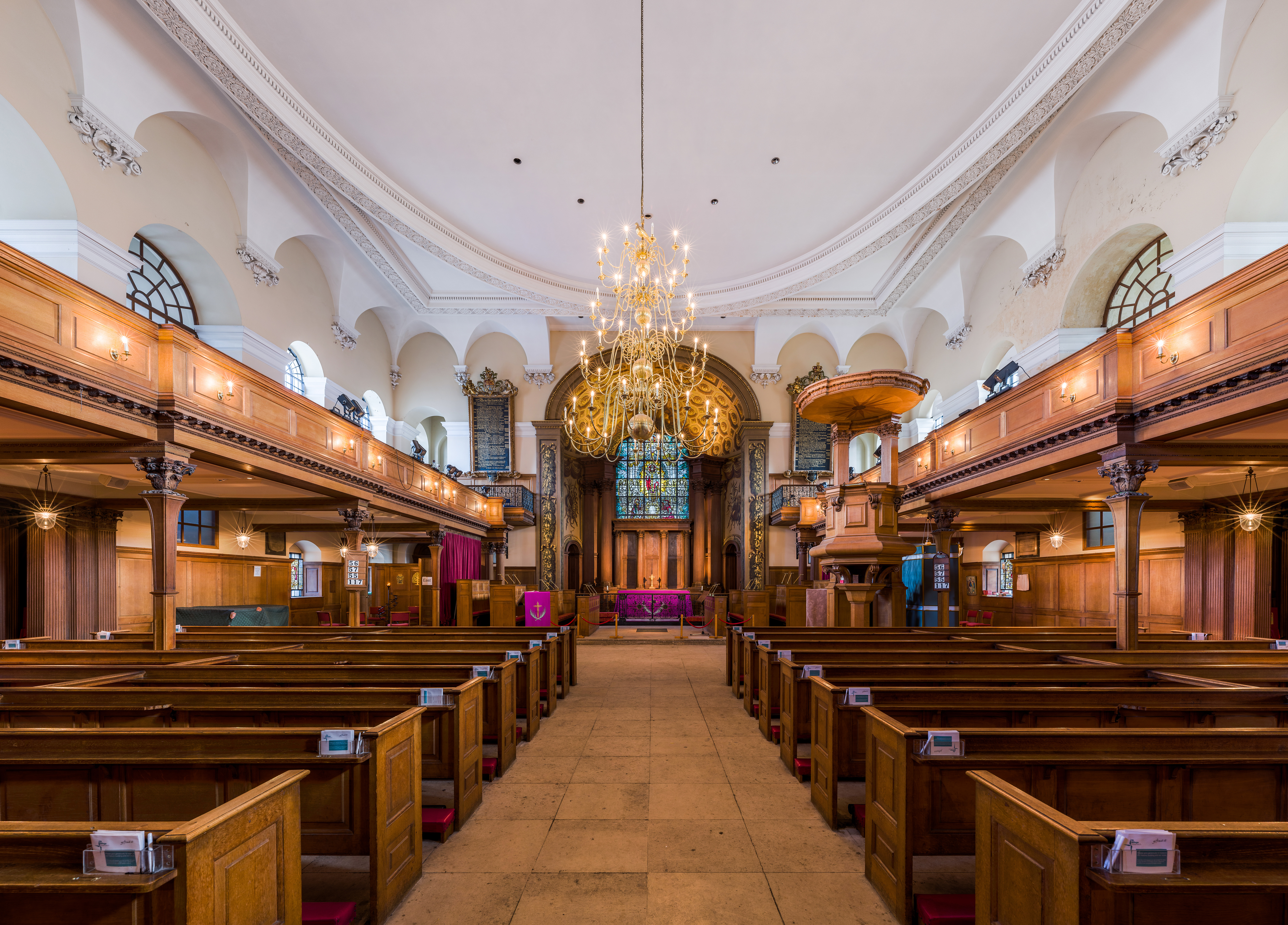
Innenansicht

St Alfege’s, Greenwich, auch St Alphege’s, Greenwich ist eine anglikanische Kirche im Londoner Stadtteil Greenwich.
Der Einsturz der aus dem 13. Jahrhundert stammenden, 1290 geweihten mittelalterlichen Kirche St Alfege in Greenwich am 28. November 1710 war der unmittelbare Anlass für das im darauffolgenden Jahr vom britischen Parlament verabschiedete Kirchenbauprogramm für die Errichtung von Fünfzig Neuen Kirchen. Erbaut wurde die Kirche 1712 bis 1724 nach Plänen des Architekten Nicholas Hawksmoor im Stil des englischen Barockklassizismus, wobei Thomas Archer eine Überarbeitung des Entwurfs vorgenommen habe. Der Turm wurde erst 1730 unter Verwendung des mittelalterlichen Turmbaus durch John James angefügt.
Der Kirchenbau ist ein längsgerichteter Saalbau mit seitlichen Querflügeln, im Äußeren gegliedert durch eine monumentale dorische Pilasterordnung. Auf der Ostseite ist aus städtebaulichen Gründen ein eingezogener Portikus mit einem Palladiomotiv über Säulen angelegt. Im Kircheninnern ist dadurch, dass die Emporen frei in den Raum gestellt sind und nicht durch ihre Säulen den oberen Raumabschluss tragen, ein offener Raum entstanden, dessen Decke eine Spannweite von über 20 Metern aufweist.
Zu den in der Kirche bestatteten Persönlichkeiten gehören der 1585 verstorbene englische Komponist Thomas Tallis und der britische General James Wolfe, gefallen 1759 in der Schlacht auf der Abraham-Ebene von Québec.